# Rodrigo de Peralta

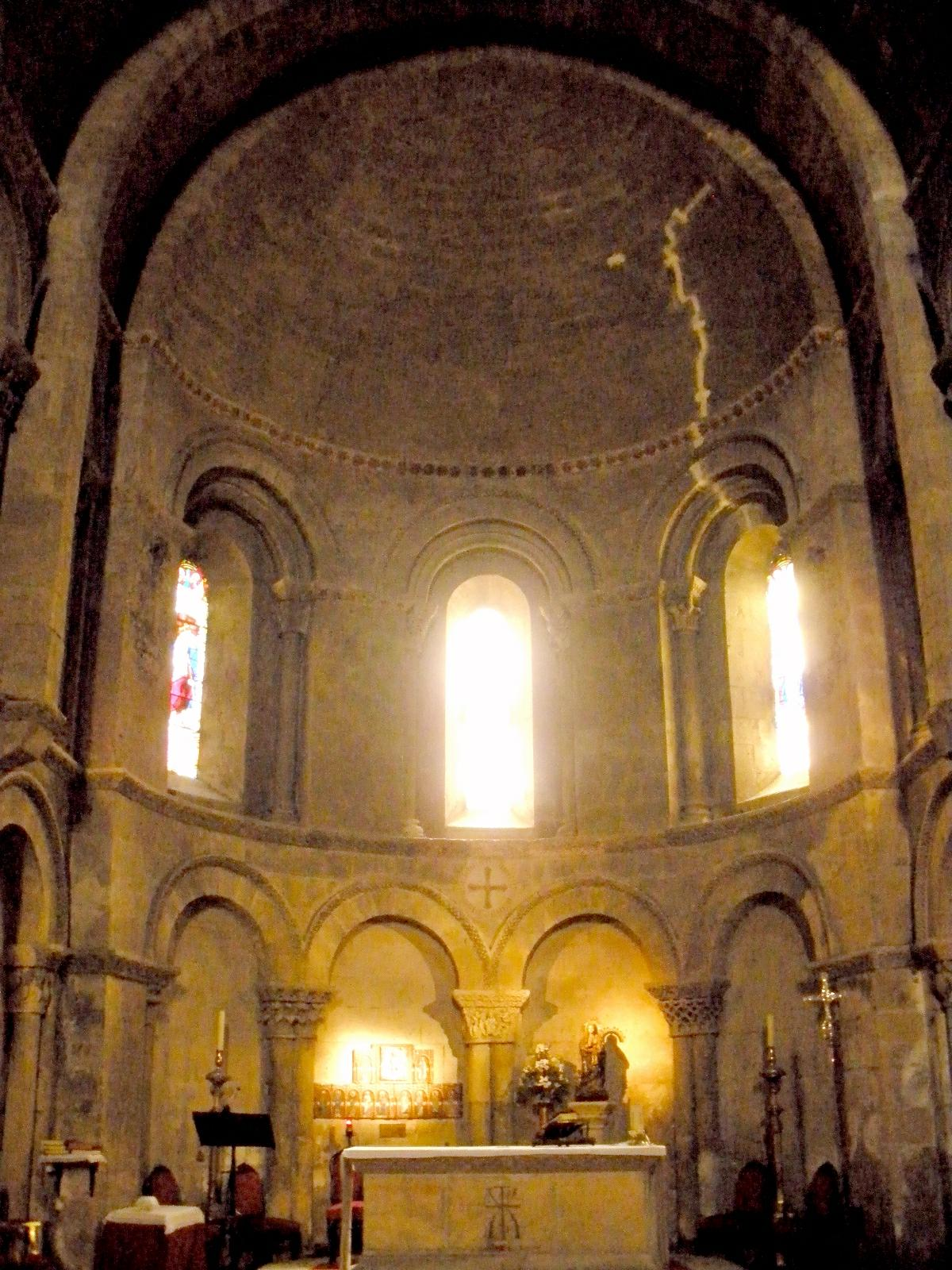
Interior de la capilla mayor de la iglesia de la Santísima Trinidad en Segovia, patronazgo de Rodrigo y en donde se encuentra enterrado.

Rodrigo de Peralta y Cascales (Segovia, 1669-íb., 1 de febrero de 1730) fue un militar al servicio de los monarcas españoles en Flandes.

## Biografía
Nació en Segovia, hijo de Antonio de Peralta Cascales e Isabel del Río. Su familia paterna era una familia segoviana que decía estar emparentada con los Peralta navarros. Entre los exponentes de los Peralta segovianos se encontraba Sebastián de Peralta, participante en las guerras de la ciudad de finales del siglo XV. Su familia materna formaba parte también de la nobleza segoviana.
Mientras que su hermano mayor Alonso quedó en Segovia, Rodrigo pasó a Flandes. En ese lugar, sirvió en las tropas del gobernador, Maximiliano II Emanuel, elector de Baviera, participando posteriormente en la Guerra de Sucesión Española. Llegaría a alcanzar el grado de mariscal de campo y a desempeñar el cargo de gobernador de la importante plaza de Charleroi. Volvió a Segovia poco antes de 1730.
Falleció en esa ciudad, siendo enterrado en la capilla mayor de la iglesia de la Santísima Trinidad.
Le ha sido asignada la identidad de un retrato atribuido a Carreño de Miranda.

## Matrimonio y descendencia
En 1703 contrajo matrimonio con la flamenca Isabelle Françoise de Cassina , hija de Philippe Guillaume de Cassina, barón de Boulers, conde de Wonsheim y su esposa Marie Thérèse van Cauteren. El matrimonio tuvo doce vástagos.

## Títulos, órdenes y cargos

### Títulos
- Señor de Louviers.

### Órdenes
- Caballero de la orden de Calatrava (1685)[6]
- Caballero de la Junta de Nobles Linajes de Segovia. (1684)[7]

### Cargos
- Gobernardor de Charleroi (1706).[8]
- Mariscal de campo.
- Chambelán del Maximiliano II Emanuel, elector de Baviera.
- Miembro del Estado Noble de Henao.(1717)[9]